# 2-EXPTIME
Na teoria da Complexidade Computacional, a  classe de complexidade 2-EXPTIME (também chamada 2-EXP) é o conjunto de todos os problemas de decisão solucionáveis por uma Máquina de Turing Determinística em tempo O(22p(n)), onde p(n) é uma função polinomial de n.
Em termos de DTIME,
{\displaystyle {\mbox{2-EXPTIME}}=\bigcup _{k\in \mathbb {N} }{\mbox{ DTIME }}\left(2^{2^{n^{k}}}\right).}
Nós sabemos que:
P {\displaystyle \subseteq } NP {\displaystyle \subseteq } PSPACE {\displaystyle \subseteq } EXPTIME {\displaystyle \subseteq } NEXPTIME {\displaystyle \subseteq } EXPSPACE {\displaystyle \subseteq } 2-EXPTIME {\displaystyle \subseteq } ELEMENTARY.
2-EXPTIME também pode ser reformulado como a classe do espaço AEXPSPACE, os problemas que podem ser solucionados por uma Máquina de Turing Alternada em espaço exponencial. Esse é o único jeito para ver que EXPSPACE {\displaystyle \subseteq } 2-EXPTIME, já que uma Máquina de Turing alternada é pelo menos tão poderosa quanto uma Máquina de Turing determinística.
2-EXPTIME é uma classe em uma hierarquia de classes de complexidade com crescente limite de tempo. a classe 3-EXPTIME é definida similarmente a 2-EXPTIME mas com limite de tempo exponencial triplo {\displaystyle 2^{2^{2^{n^{k}}}}}. Isso pode ser generalizado para cada vez maiores limites de tempos.

## Problemas 2-EXPTIME-completo
Várias generalizações de jogos totalmente observáveis são EXPTIME-completo. Esses jogos podem ser vistos como instâncias particulares de uma classe de sistemas de transição definida em termos de um conjunto de variaveis de estado e ações/eventos que mudam os valores das variáveis de estado, juntamente com a pergunta da existência de uma estratégia vencedora.
A generalização dessa classe de problemas totalmente observáveis a parcialmente observáveis leva a complexidade de EXPTIME-completo para 2-EXPTIME-completo.

## References
1. ↑  Christos Papadimitriou, Computational Complexity (1994), ISBN 978-0-201-53082-7.
2. ↑  Jussi Rintanen (2004). «Complexity of Planning with Partial Observability» (PDF). AAAI Press. Proceedings of International Conference on Automated Planning and Scheduling: 345–354